# San Salvador el Seco
San Salvador el Seco es una población mexicana del Estado de Puebla, es la cabecera del municipio de San Salvador el Seco.

## Toponimia
Su nombre original era Cuauyehualulco, que significa ‘lugar rodeado de arboledas’.
El nombre que tiene actualmente se le dio, debido a la leyenda de que en la entrada del municipio se encontraba un árbol seco, el cual se convirtió en referencia para los viajeros que en vez de denominar el lugar como Cuauyehualulco, lo comenzaron a nombrar «El Seco».

## Historia
El nombre indígena que primitivamente tuvo esta población fue Cuayehualulco, voz náhuatl que significa ‘lugar rodeado de arboledas’, se encuentra situado en la cumbre de una colina sembrada de árboles. Su fundación se remonta al establecimiento de grupos nahuas en la región.
Los encomenderos españoles le dieron el nombre de El Seco, ya que antiguamente se encontraba un gran árbol que ya estaba seco y que servía como referencia y punto de encuentro para los arrieros o viajeros que iban hacia el rumbo de Veracruz. Y se le antepuso San Salvador debido a que el Santo Patrón de ese lugar es El Divino Salvador.
El 25 de mayo de 1931, se le concede un tercio de la contribución directa, para la reposición de su cárcel.
Perteneció al antiguo distrito de Chalchicomula y en 1895 se constituyó en municipio libre.
La cabecera municipal es el pueblo de San Salvador El Seco.

## Cultura y Turismo

### Monumentos históricos
Iglesia parroquial dedicada al Divino Salvador que data del siglo XVII. Una de las más antiguas de la región, hecha a base de piedra de cantera. Sus altares y decorados van del estilo barroco al predominantemente neoclásico. En su interior consta de un altar central y una capilla. En el altar central se encuentra una figura de tamaño real del Santo patrono, El divino Salvador. La iglesia tiene un cupo aproximado de 500 personas. Su atrio tiene un área aproximada de 400 m².
En la plaza cívica frente a la presidencia municipal, se encuentra una estatua alusiva a Don Miguel Hidalgo Aunque también se encuentra un monumento en honor a Don Venustiano Carranza en la junta auxiliar de Paso Puente Santana.

### Fiestas populares

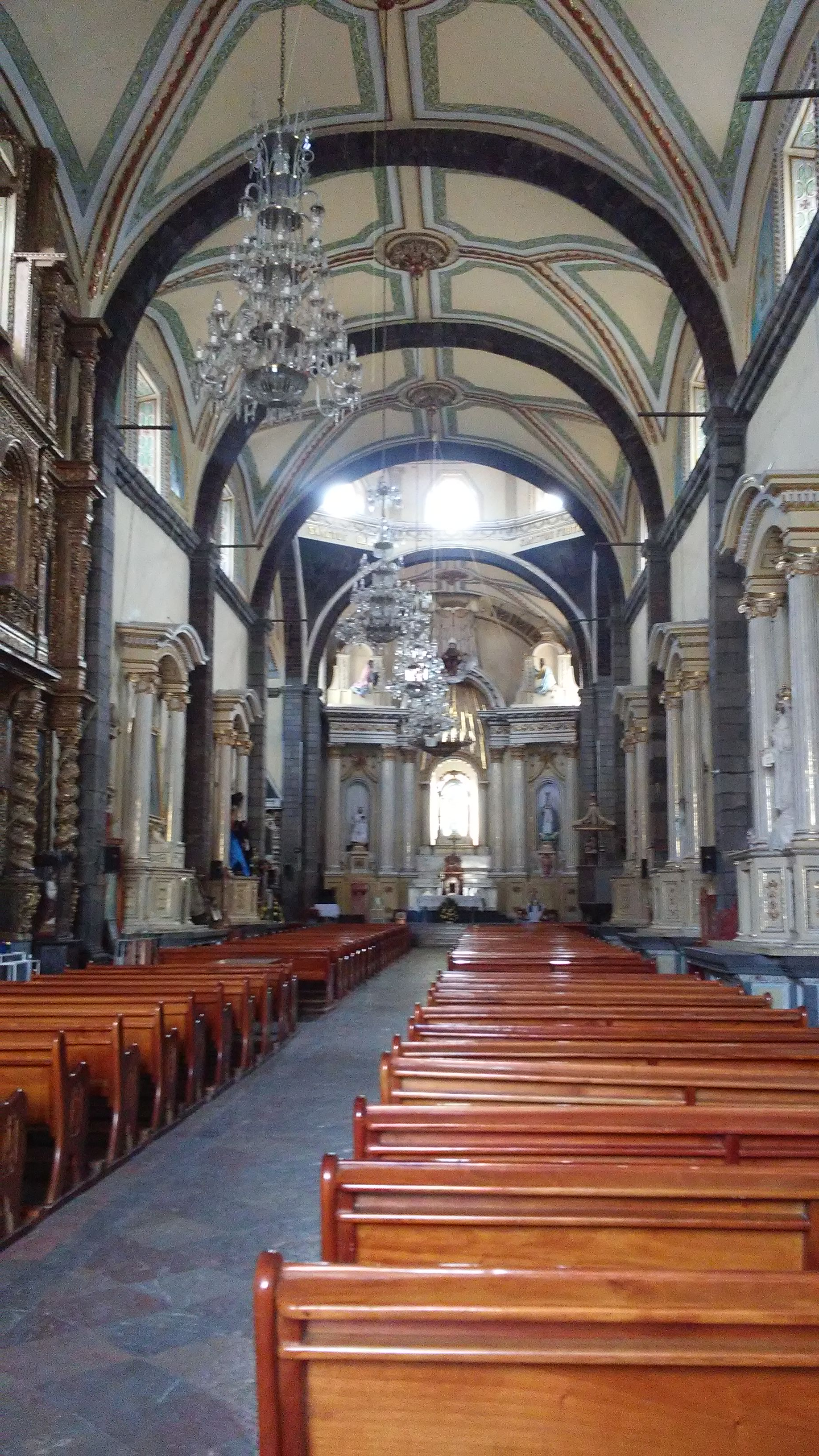
Iglesia del Divino Salvador

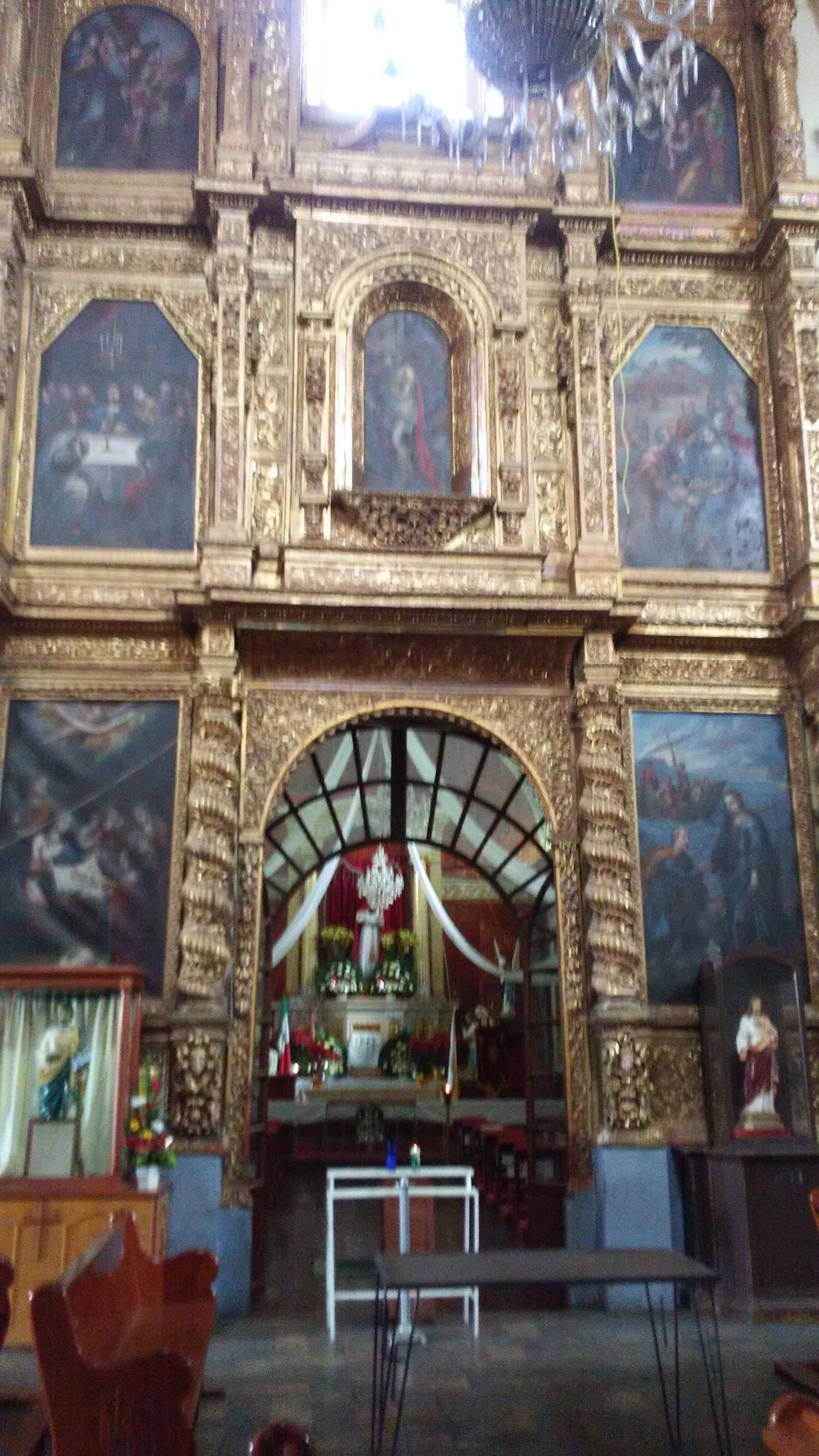
Uno de los Retablos de la iglesia del Divino Salvador

El 6 de agosto se hace una feria en honor del Divino Salvador, celebrada con procesiones, danzas y fiestas populares.
También se celebra el 1, el 3 y el 5 de mayo por ser en estas fechas la fundación del municipio, de igual manera se llevan a cabo bailes gratuitos en los barrios del municipio. El día 22 de noviembre se celebra la fiesta a Santa Cecilia.

### Tradiciones
Se conmemora a los muertos el 1 y 2 de noviembre con ofrendas florales y de alimentos. Algunas personas acostumbran quedarse a dormir en el panteón la noche del 1 de noviembre. El 15 de septiembre se celebra con el tradicional grito de independencia por parte del presidente municipal. El 1.er domingo de enero se acostumbra realizar una procesión con motivo del nacimiento de Jesús. El 12 de diciembre se hace misa en honor a la Virgen de Guadalupe al igual que en Semana Santa, Navidad y Año Nuevo. El 6 de agosto es la feria más grande del pueblo ya que se le celebra al Divino Salvador .

### Música
Se destaca por tener un gran número de personas que se dedican a la música, tocando en alguna banda musical o en algún mariachi Sus fiestas religiosas, tanto populares así como tradicionales, son celebradas con instrumentos de viento. Este municipio cuenta con 4 bandas musicales propias y un gran número de mariachis. Además de que existen agrupaciones musicales como son sonidos musicales, grupos musicales y también personas que cantan con pistas, por lo cual podemos encontrar una amplia variedad de música.

### Artesanías
El Seco es muy destacado porque ahí se manufactura una gran variedad de artesanías de cantera negra, se labra la piedra y se fabrican molcajetes, metlapiles, metates, temolotes, piedras para molinos, esculturas religiosas, monumentos para tumba y fuentes. La piedra volcánica también la labran para la fabricación de los artículos ya citados.
Un gran porcentaje de la población se dedica a este tipo de trabajo, siendo reconocidos en distintas partes del país. Incluso las fachadas de varios edificios históricos del centro del país fueron construidos a base de la piedra extraída de la cantera de El Seco.

### Gastronomía
- Alimentos: el platillo típico sobresaliente en el municipio son las carnitas estilo Michoacán, tortillas hechas a mano; galletas de maíz de cacahuacentle, huesitos de capulín y semilla de calabaza.
- Dulces y pinole.
- Bebidas: sobresalen pulque, aguardiente y atole de pinole.

### Arqueología
Se encuentra un lugar llamado «tres cerritos» ubicado a las faldas del cerro «malpais», en donde vivieron los primeros pobladores, posteriormente se movieron al lugar donde actualmente se encuentra. Se cree que debajo de esos cerros se encuentran vestigios de pirámides que pertenecen a la zona arqueológica de «Cantona» la cual es una de las más extensas del país. En la actualidad se pueden encontrar figurillas de barro en los cerros y en algunos sitios del municipio.
Cabe mencionar que debajo de la zona montañosa pasa un canal de agua que se conecta con las 4 lagunas que rodean al municipio, las cuales se encuentran en Tecuitlapa, Aljojuca, Alchichica y Quecholac.

## Artesanía y arte en piedra, galería

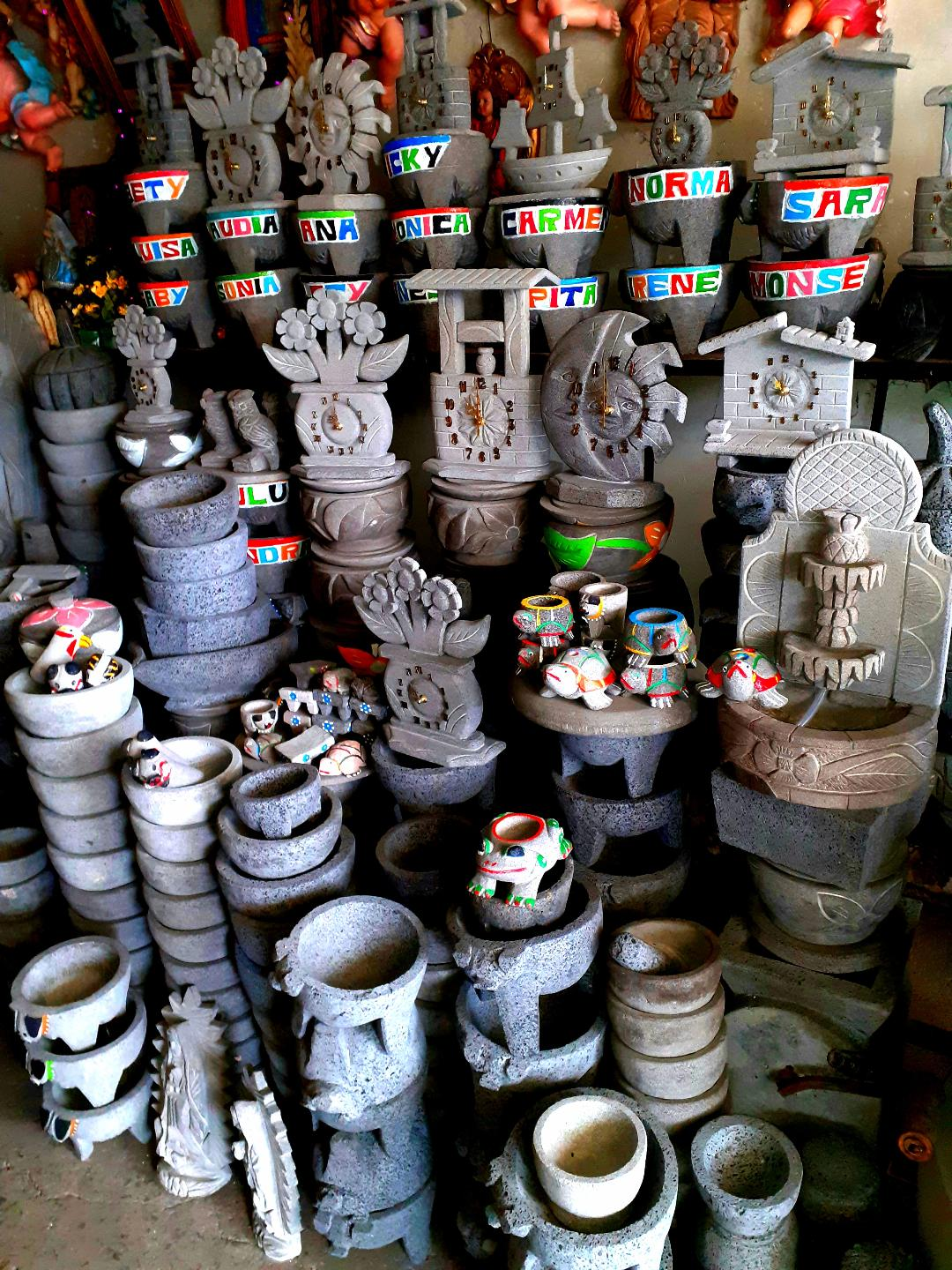
Artesanía en piedra, San Salvador El Seco, Puebla, México, 2021.
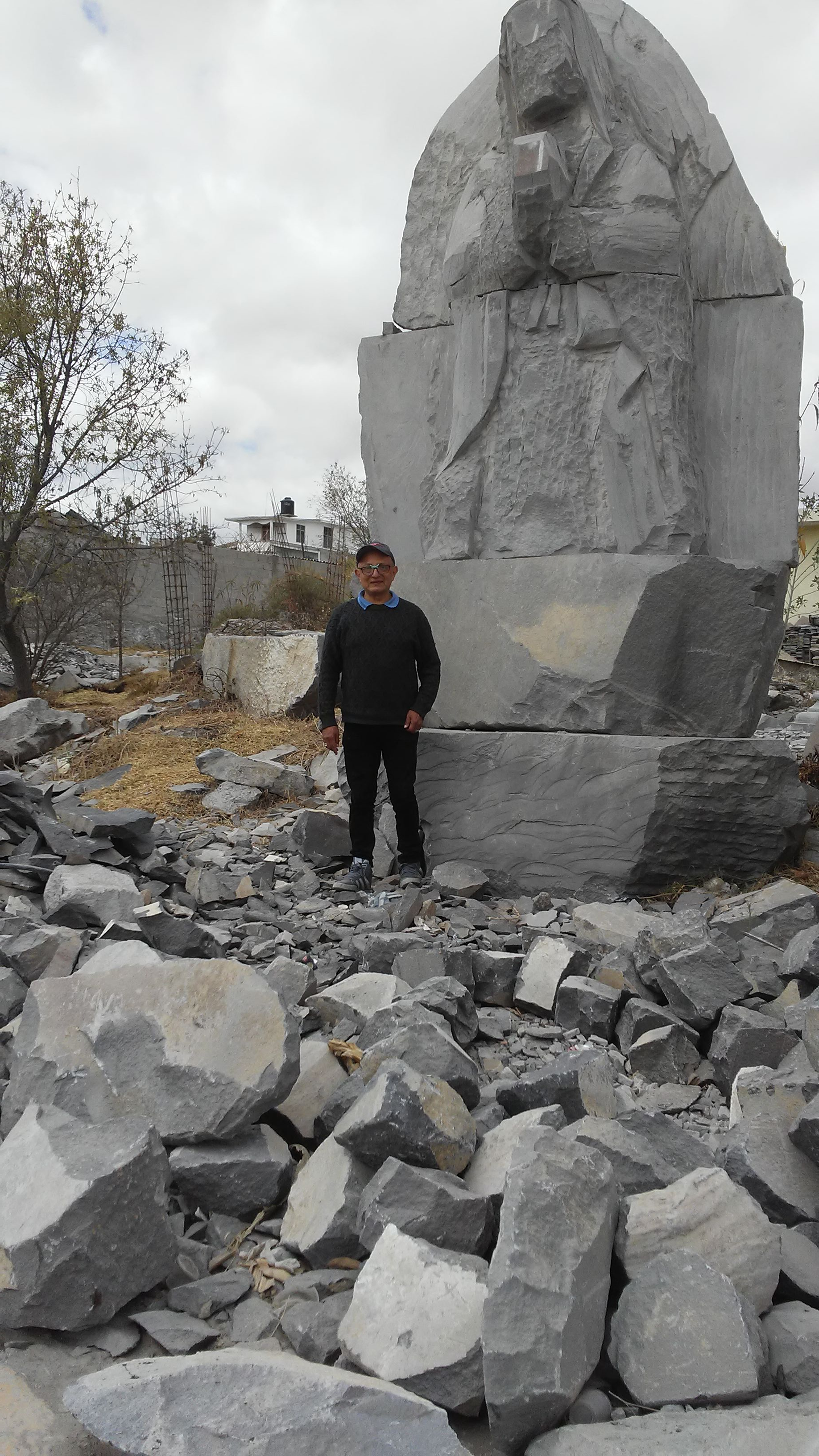
Escultura en elaboración Virgen de Guadalupe, obra de Emilio Andrés Pérez. San Salvador el Seco, Puebla, México, 2019.
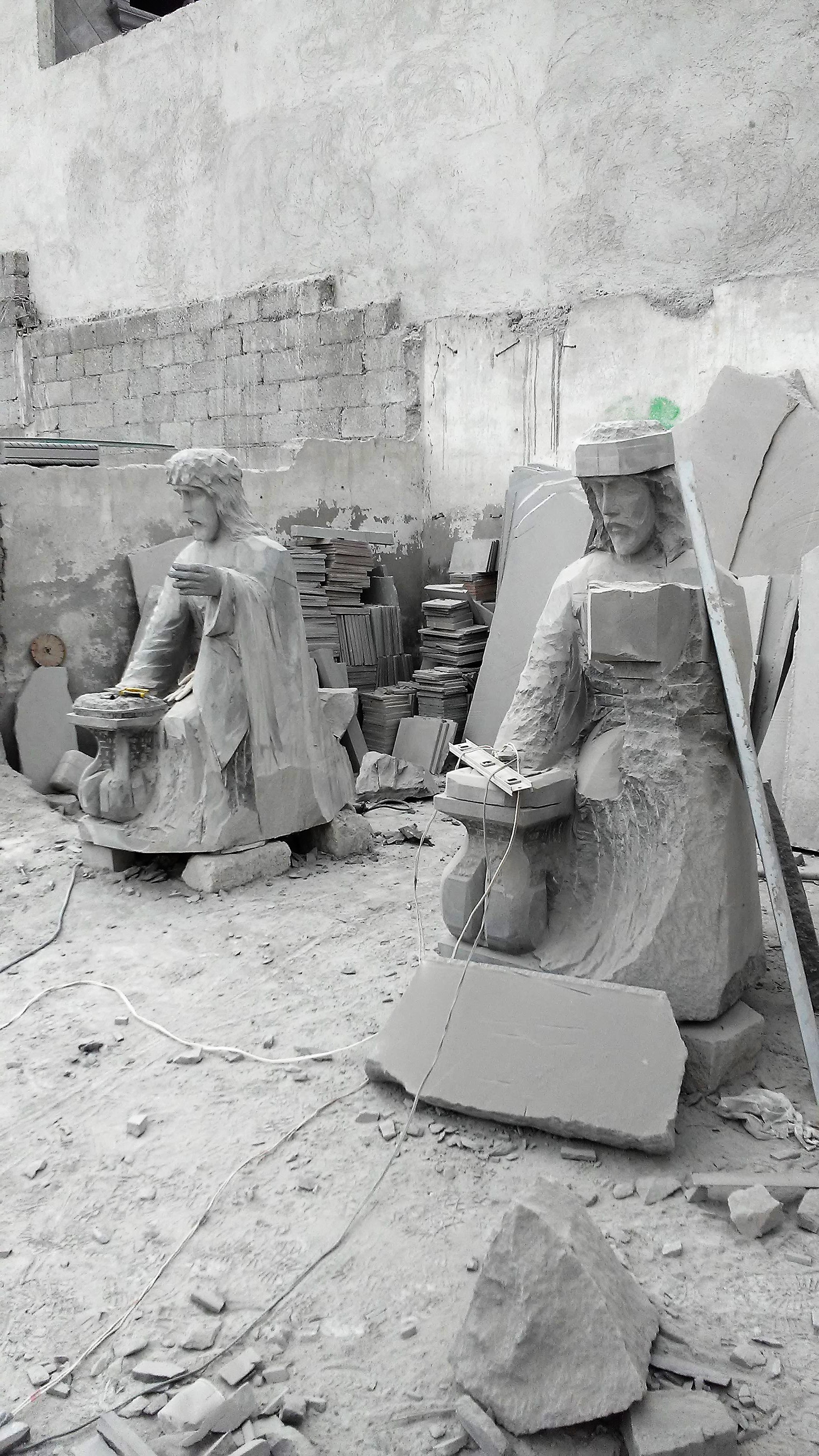
Esculturas religiosas en proceso, San Salvador el seco, Puebla, México, 2019.
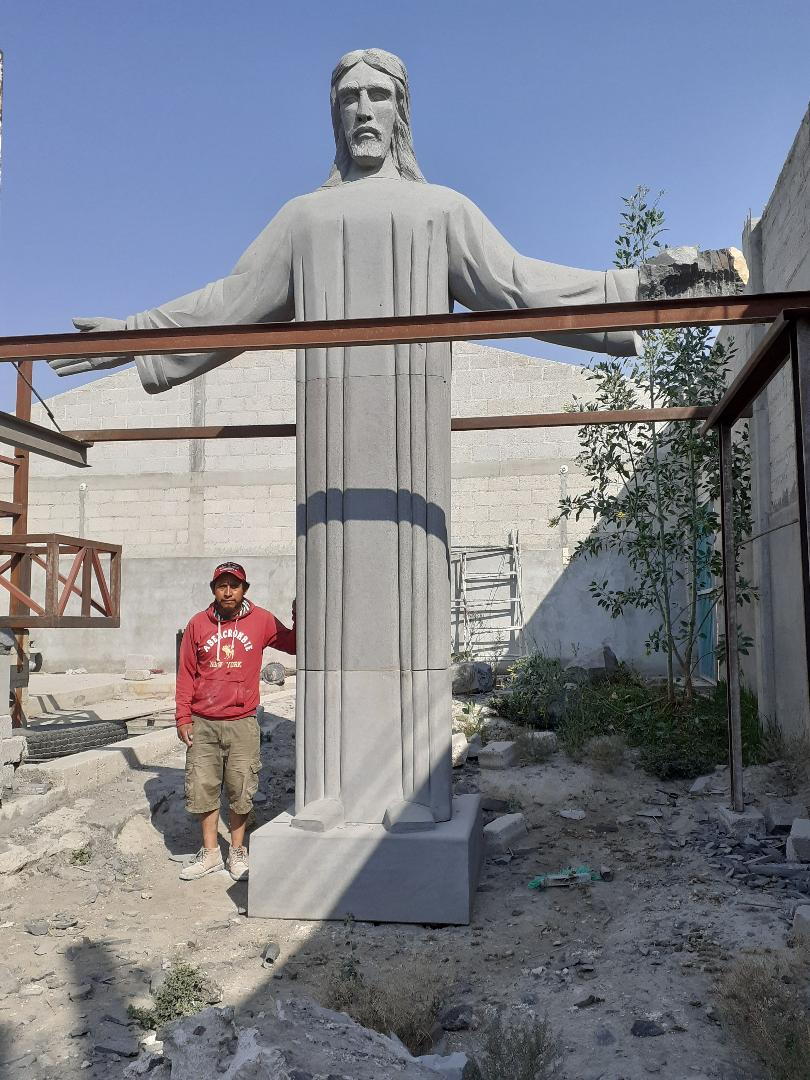
Escultura de Cristo, trabajo de Emilio Andrés Pérez (en la foto) San Salvador el Seco, Puebla, México, 2021.
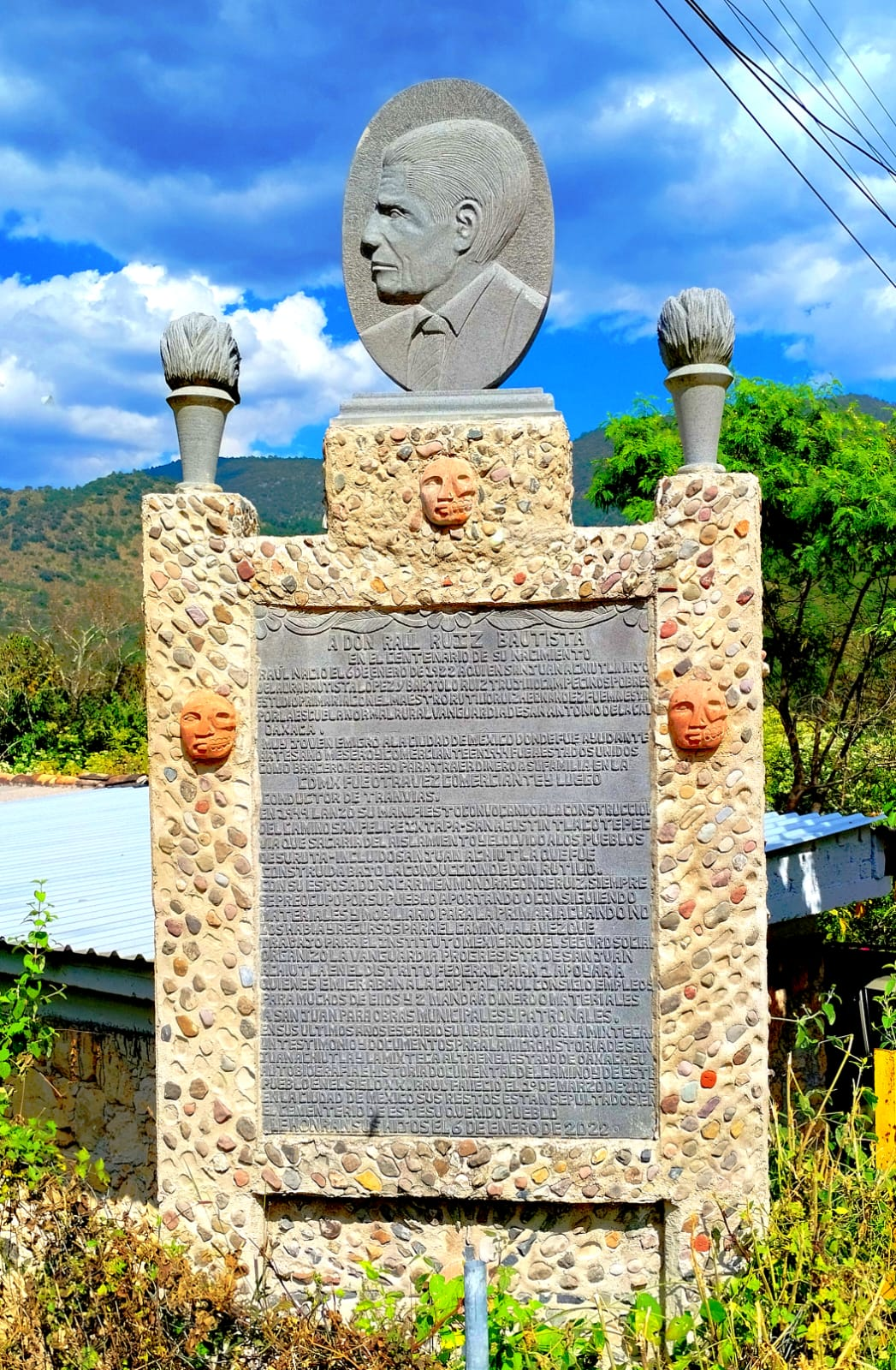
Monumento a don Raúl Ruiz Bautista en San Juan Achiutla, estado de Oaxaca, México, 2022, obra de don Andrés Pérez.
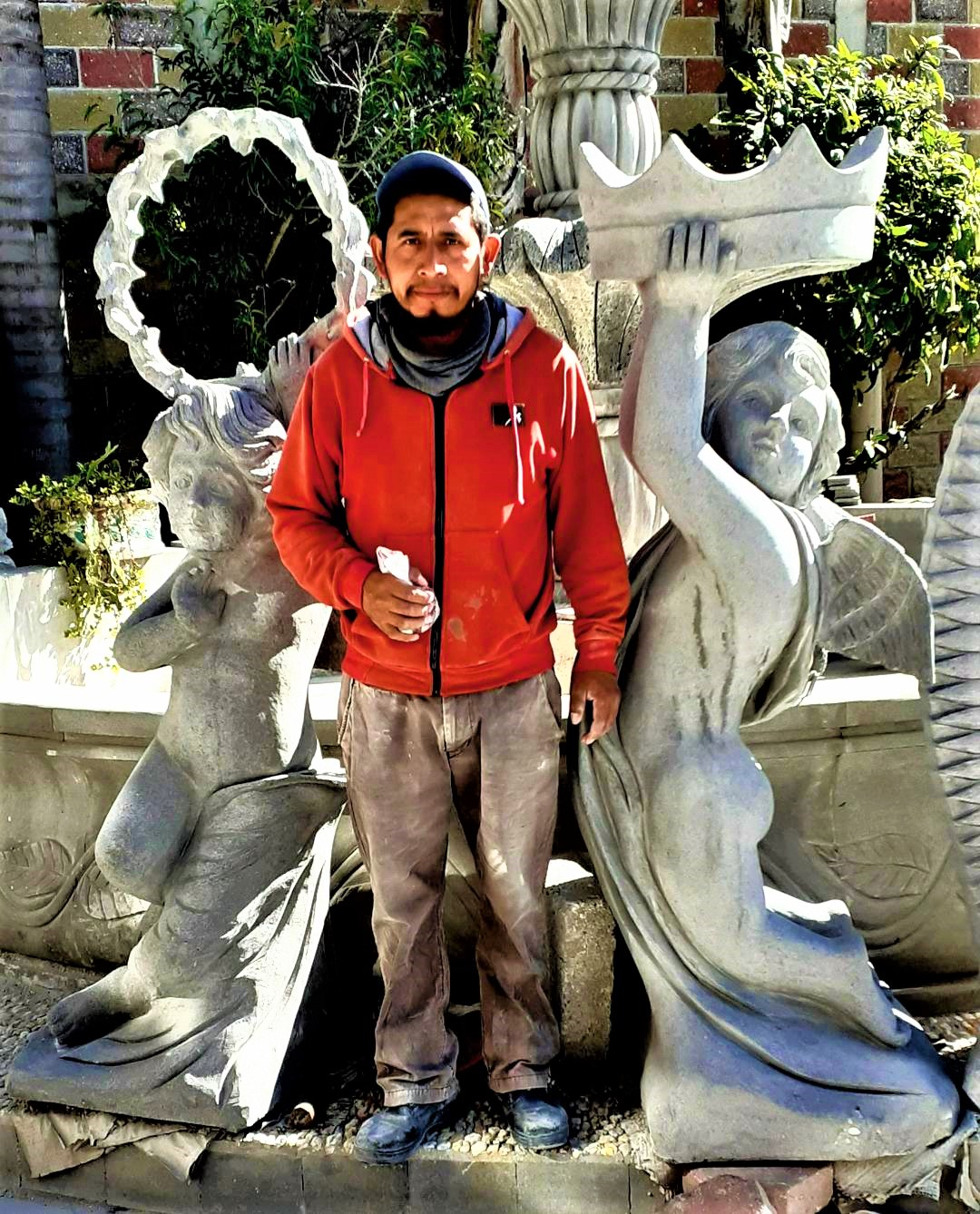
Par de querubines, esculturas de Emilio Andrés Pérez (en la foto) San Salvador el Seco, Puebla, México, 2021.
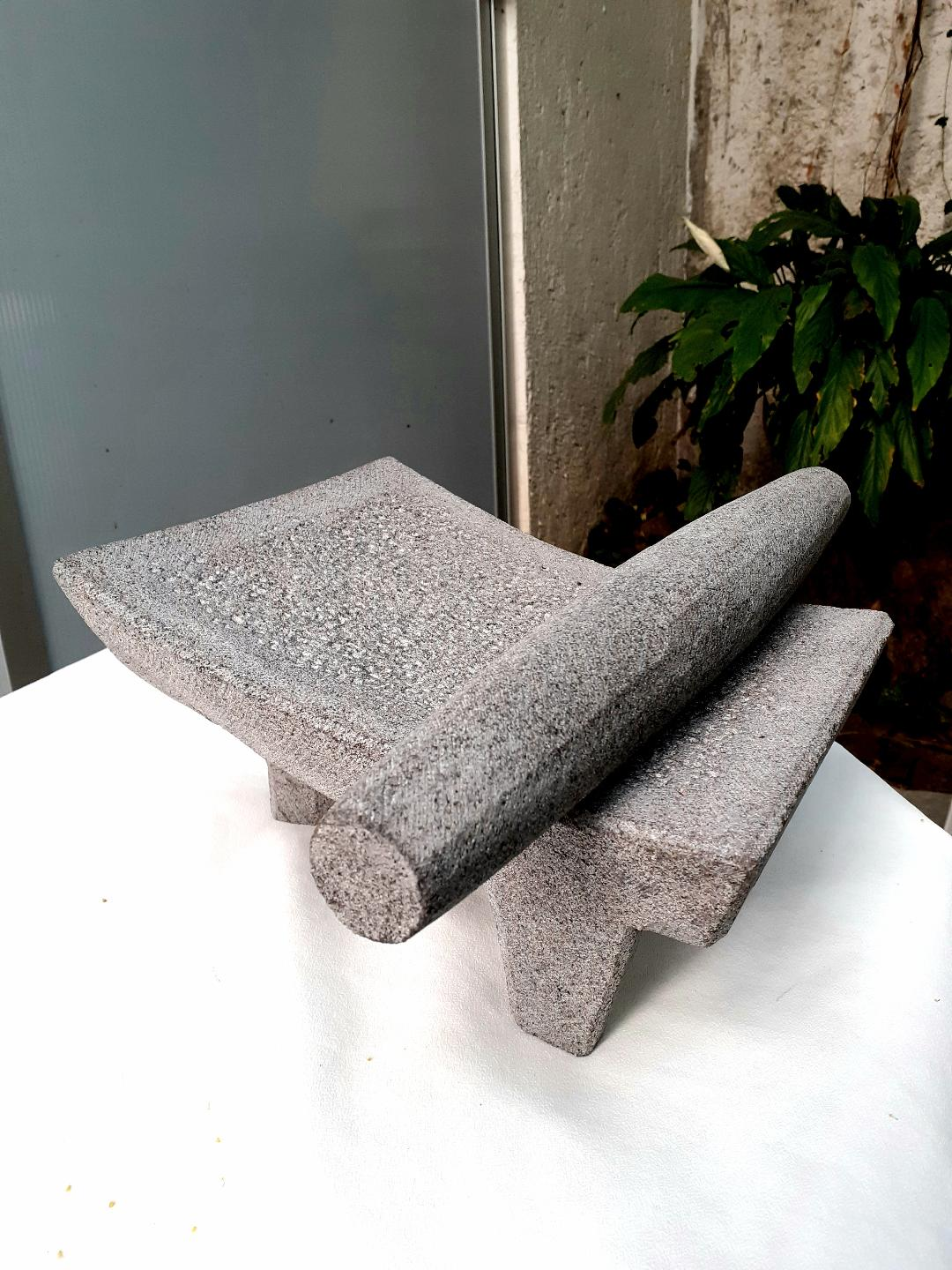
Metate manufacturado en San Salvador el Seco, Puebla.
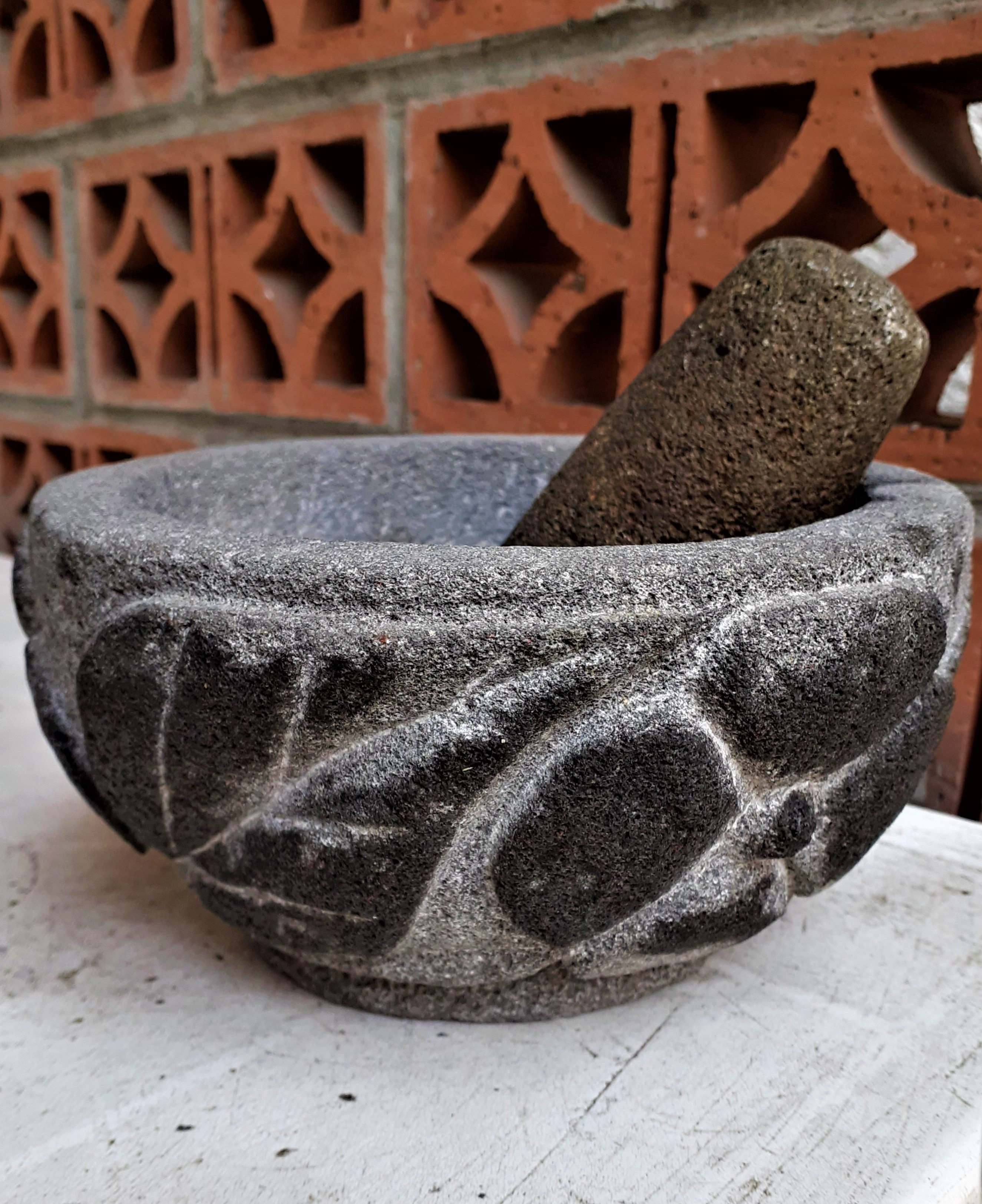
Molcajete con tallados florales manufacturado en San Salvador el Seco, Puebla.